# Quận Franklin, Ohio
Quận Franklin là một quận thuộc tiểu bang Ohio, Hoa Kỳ. Quận lỵ đóng ở Columbus6. 
Dân số theo điều tra năm 2010 của Cục điều tra dân số Hoa Kỳ là 1.163.414 người, là quận lớn thứ nhì bang Ohio sau quận Cuyahoga và là quận lớn thứ 34 ở Hoa Kỳ.

## Địa lý
Theo Cục điều tra dân số Hoa Kỳ, quận này có diện tích 1407 km2, trong đó có 9 km2 là diện tích mặt nước.